# Theodore Bikel
Theodore Bikel (Viena, 2 de mayo de 1924 - Los Ángeles, California, 21 de julio de 2015) fue un actor austriaco y cantante del repertorio folclórico hebreo.

## Biografía
Hizo su debut en la hoy legendaria película The African Queen (1951), con Katharine Hepburn y Humphrey Bogart, y fue nominado para el prestigioso Óscar de la Academia por su rendimiento en la película The Defiant Ones (1958) con Tony Curtis y Sidney Poitier. El mismo año participó en la película ¡Quiero vivir!, de Robert Wise y en Orgullo y pasión, superproducción rodada en España con Cary Grant, Sofía Loren y Frank Sinatra.
En 1964 fue estrella invitada en el episodio 1 de la temporada 3 de la serie de la ABC Combate!.
En 1977 actuó en el memorable episodio The Bye-Bye Sky High I.Q. Murder de la sexta temporada de la serie Columbo, donde encarnó al superdotado intelectual Oliver Brandt.
A principios de los años 1990, intervino en un capítulo de la serie Star Trek: The Next Generation, interpretando el papel de Sergei Rozhenko, un oficial ruso retirado. También hizo una breve aparición en la película 200 Motels, del músico de rock Frank Zappa.
Theodore Bikel murió de causas naturales el 21 de julio de 2015, según informó en su parte médico el prestigioso UCLA Medical Center, ubicado en Los Ángeles.

## Premios y reconocimientos
Premios Óscar
| Año  | Categoría                       | Película  | Resultado |
| ---- | ------------------------------- | --------- | --------- |
| 1959 | Óscar al mejor actor de reparto | Fugitivos | Nominado  |

- 1992 - Doctorado honoris causa de la Universidad de Hartford[4]
- 1997 - Premio a la Trayectoria de la Fundación Nacional para la Cultura Judía[5]
- 2005 - Estrella en el Paseo de la Fama de Hollywood (6233 Hollywood Blvd.)[6]
- 2008 - Rathausmann de Oro de Viena (27 de noviembre)[7]
- 2009 - Cruz de Honor de Austria para la Ciencia y el Arte, 1ª clase (15 de noviembre)[7]
- 2014 - Premio a la Trayectoria del Festival Internacional de Cine de Rhode Island (agosto).